# Saitis auberti
Espèce
Saitis auberti est une espèce d'araignées aranéomorphes de la famille des Salticidae.

## Distribution
Cette espèce est endémique du Vanuatu. Elle a été découverte sur Malekula et observée sur Ambrym.

## Étymologie
Cette espèce est nommée en l'honneur d'Edgar Aubert de la Rüe.

## Publication originale
- Berland, 1938 : Araignées des Nouvelles Hébrides. Annales de la Société Entomologique de France, vol. 107, p. 121-190.